# Chalid Skah
Chalid Skah, Khalid Skah (arab. خالد سكاه, ur. 29 stycznia 1967 w Midelt) – marokański lekkoatleta długodystansowiec, mistrz olimpijski.
Rozpoczął karierę międzynarodową jako specjalista biegów przełajowych. Zwyciężył na mistrzostwach świata w 1990 w Aix-les-Bains i w 1991 w Antwerpii.
Pierwszy sukces w zawodach na stadionie odniósł podczas mistrzostw świata w 1991 w Tokio, gdzie zdobył brązowy medal w biegu na 10 000 metrów, a w biegu na 5000 metrów zajął 6. miejsce.
Na igrzyskach olimpijskich w 1992 w Barcelonie Skah startował tylko w biegu na 10 000 metrów. W biegu finałowym toczył walkę o zwycięstwo z Richardem Chelimo z Kenii. Gdy obaj zawodnicy dublowali Hammu Butajjiba z Maroka, ten pozostał z nimi przez następne półtora okrążenia przeszkadzając Chelimo. Na ostatnim okrążeniu Skah zachował więcej sił i zwyciężył Chelimo o 1 sekundę. Został zdyskwalifikowany przez IAAF za otrzymanie niedozwolonej pomocy, ale po proteście delegacji marokańskiej dyskwalifikację anulowano i Skah został ogłoszony zwycięzcą. Podczas dekoracji został wygwizdany, a Chelimo otrzymał owację na stojąco.
W 1993 Skah wygrał bieg na 5000 metrów podczas prestiżowego meetingu w Zurychu. Na mistrzostwach świata w 1993 w Stuttgarcie zajął 5. miejsce na tym dystansie. Zwyciężył na 10 000 metrów na igrzyskach śródziemnomorskich w Narbonie. Ustanowił także w 1tym roku rekord świata w biegu na 2 mile (8:12,17).
Zdobył złoty medal na mistrzostwach świata w półmaratonie w 1994 w Oslo. Na mistrzostwach świata w 1995 w Göteborgu zajął 2. miejsce w biegu na 10 000 metrów. Na igrzyskach olimpijskich w 1996 w Atlancie zajął 7. miejsce na tym dystansie.
W 1997 uzyskał obywatelstwo norweskie (mieszkał w Norwegii, a jego żona była Norweżką). Mimo to reprezentował nadal barwy Maroka.  Na mistrzostwach świata w półmaratonie w 1998 w Zurychu zdobył brązowy medal. Na mistrzostwach świata w 1999 w Sewilli zajął 10. miejsce w biegu na 10 000 metrów. Zajął 38. miejsce w biegu maratońskim na mistrzostwach świata w 2003 w Saint-Denis.